# Fútbol americano en los Juegos Olímpicos de Los Ángeles 1932

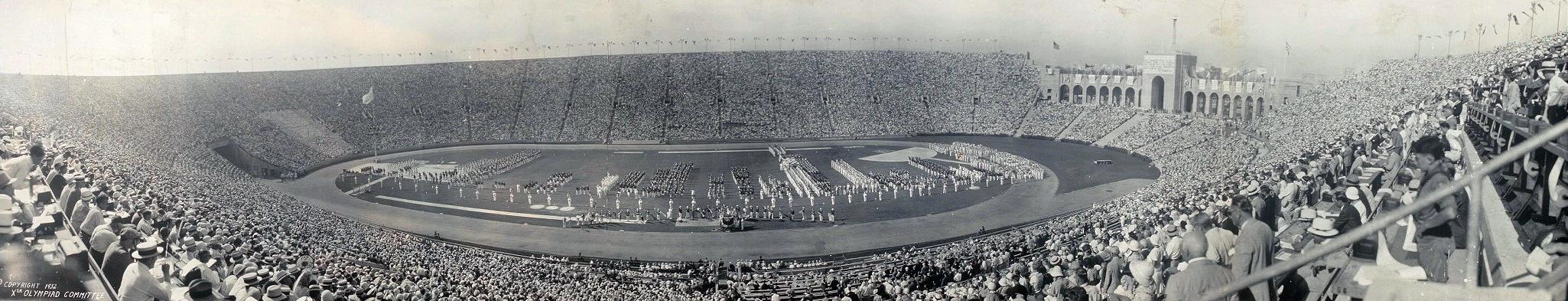
El Los Angeles Memorial Coliseum fue la sede del único Partido de Estrellas del fútbol americano universitario en los Juegos Olímpicos de 1932.

El fútbol americano tuvo participación como deporte de exhibición en los Juegos Olímpicos de Los Ángeles 1932. El 2 de agosto de 1932, un equipo conformado por los jugadores recién egresados de los equipos de fútbol americano de tres universidades del Oeste de Estados Unidos (California, Stanford y USC) se enfrentó a otro equipo conformado por jugadores (también recién egresados) de otras tres universidades de Este de Estados Unidos (Harvard, Yale y Princeton). Ante 60.000 espectadores en el Los Angeles Memorial Coliseum, el Equipo Oeste ganó por marcador de 7-6.  El All-American Gaius "Gus" Shaver de USC fue el capitán del Equipo Oeste y el líder corredor de ese partido consiguiendo 145 yardas por tierra en 16 intentos.  Después del partido, el periódico Los Angeles Times escribió:

Ha quedado figurando en el programa olímpico un espectáculo llamado solamente 'Fútbol Americano' para proporcionarle a la Décima Olimpiada su mayor emoción hasta la fecha. Hay muchas posibilidades de que este deporte se convertirá en un pasatiempo internacional antes de que la memoria del partido de esta noche muera.

El partido de fútbol americano realizado en los Juegos Olímpicos de Verano de 1932, combinado con otro partido similar celebrado en la Feria Mundial de 1933, llevaron al Partido de Estrellas Universitario (partido de pretemporada entre el campeón de la NFL y un equipo de los mejores jugadores universitarios de último año), el cual fue un factor importante en el crecimiento del fútbol americano profesional dentro de los Estados Unidos.
Por ser deporte de exhibición a los participantes de este partido de fútbol americano no se les entregó ninguna medalla. Este deporte no ha sido incluido en ninguna edición de los Juegos Olímpicos desde 1932 en Los Ángeles, California.
El entrenador en jefe de USC y Yale, Howard Jones entregó una propuesta confidencial del Presidente del Comité Organizador de los Juegos Olímpicos de Verano de 1932, William M. Garland, al Presidente de la Universidad de Yale, James Rowland Angell, invitando a Yale a participar en ese partido, la cual fue rechazada. Aunque no pudieron organizar un partido USC vs Yale y determinados a que el fútbol americano fuera un deporte de exhibición, los organizadores si pudieron arreglar un Partido de Estrellas con jugadores que ya estarían graduados al momento de los Juegos Olímpicos.

## Sumario del partido
En ese partido no hubo anotaciones hasta el inicio del cuarto cuarto. Se realizó un intento de gol de campo por parte del Equipo Este, el cual se quedó corto de distancia, pero Gaius Shaver y otro jugador más del Equipo Oeste tocaron el balón en un intento por recogerlo. De acuerdo a varios reportes, Burton Strange del Equipo Este al parecer recuperó la posesión del balón y corrió con el mismo hacia la línea de gol o simplemente cayó encima del mismo dentro de la zona de anotación para darle la ventaja a su equipo por marcador de 6-0. El punto extra de Eddie Mays fue bloqueado. Con solo tres minutos por jugar, Shaver corrió por encima del tackle derecho y anotó para empatar el partido (6-6) y el punto extra de Ed Kirwan le dio la ventaja al Equipo Oeste, quedando de esa manera el marcador.
Anotaciones
- Equipo Este - Regreso de fumble por Burton Strange (punto extra bloqueado)
- Equipo Oeste - Acarreo de 1 yarda de Gus Shaver (punto extra de Ed Kirwan)

## Participantes
Al igual que otros atletas olímpicos, los jugadores de ambos equipos vivieron en la villa olímpica. Los jugadores titulares del Equipo Oeste consistió de seis jugadores de USC, tres de Stanford y dos de California. Los jugadores titulares del Equipo Este fueron cuatro jugadores de Harvard y siete de Yale. Varios jugadores que ahora son parte del Salón de la Fama del Fútbol Americano Universitario decidieron no participar en este partido. El All-American Albie Booth de Yale así como Erny Pinckert y el All-American Johnny Baker de USC no quisieron participar debido a que les ofrecieron empleos pagados en Hollywood. Barry Wood de Harvard, otro All-American, si había decidido participar, pero al parecer declinó la oferta para concentrarse en sus estudios.

### Oficiales
- Referee: Herb Dana
- Umpire: Ed Cochran
- Head Linesman: Bruce Kirkpatrick
- Field Judge: Horace Gillette